# 對維基百科的批評
對維基百科的批評随着維基百科的規模增大而逐漸增多，主要的批評包括：維基百科人人可編輯，缺乏權威，不夠可靠、維基百科的編輯代碼過於複雜，阻礙了一般用戶參與編輯、維基百科經常體現集體偏見、維基百科上複雜的人際互動妨礙了維基百科的基本宗旨等。

## 對維基百科概念的批評

### 作為參考資料的實用性
進行謹慎的研究時，不應以維基百科作為首要參考來源，在維基百科內部的討論已談及這一點。有些人質疑維基百科缺乏威信、難以究責及同儕審查。圖書館館長Philip Bradley在2004年10月《衛報》的一篇訪問中指出，維基背後的理念在理論上是一個「可愛的構想」，可是他不會在日常生活中用它，並認為「根本不會有圖書館館長會用它。主要問題是缺乏權威，對印刷出版物來說，出版商為了收入，自然需要確保它們的資料可靠，但對維基百科之類的東西來說，那些根本就不存在。」
同樣地，《大英百科全書》前總編輯羅伯特·麥克亨利在2004年11月提到：「到訪維基以認識某事物、確定某些事實的人，就像到公廁一樣。他可能一眼就看到地方污穢，這樣便會小心翼翼，又或者他看到地方頗乾淨，這樣便可能產生一種虛假的安全感，唯一可以肯定的是他不知道以前是誰使用過。」
2006年3月號《發現》雜誌提及「維基百科，一個人人可編輯的開放源碼線上百科全書，經一組專家評審後，認為它的科學類條目的無誤性可與大英百科全書相比」。此數字來自數月前著名科學期刊《自然》進行的一個比較性調查。不過《自然》的調查也受到批評，例如Andrew Orlowski在《注册》的社論中說《自然》只把大英百科條目的一些帶誤導性的不完整部份送交評審員，又把大英百科的兒童版及年鑑的若干摘錄送交其他人，有一宗個案更是把不同條目的文句湊合，再加上自己的內容，然後當作大英百科條目送交評審。《自然》承認有些大英百科的摘錄確實是經過編整，不過認為該研究的結論不會因此而不成立。

### 作為百科全書的合適性
諸如麥克亨利的批評者指出維基百科把自己定為一部百科全書是錯的，因為該詞意味具有一定水平的權威性及問責性，一部公開供人編輯的參考作品不甚可能做到。麥克亨利更說：「對一般用者來說，一篇維基百科條目可能埋藏著看不見的混亂及不確定性。他或者從Google找到一篇維基條目，看到它是一部宣稱是『百科全書』的東西的一部份，而這個詞蘊含了可靠的意思，但是除了傳統百科全書自己以外，一般用者根本不知道傳統百科全書是如何達致可靠性的。」
經常批評維基百科的安德魯·奧爾洛夫斯基在2005年12月《註冊》的一篇文章寫道：
「如果我們今日所認識的維基百科是用諸如『吉米大雜繪』的名字開始，也許它現在產生的問題就不會出現。維基百科正如它的支持者所言，其實是流行文化小事情的一個惹人注目的資訊來源。吉米本來可能只是打算弄一個大雜繪出來，也可能不是。」
「誹謗就是誹謗，如果維基百科這個計劃本身沒有作出如此偉大的宣稱的話，怒氣就會少得多。這個無意義活動的問題在於它在很大程度上是為了自己本身而創立。公眾對於何謂『百科全書』已經有固定的印象，它是一個可以找到大致上值得信賴的資料的地方，至少比起一堆迷宮似的、神秘的官僚所同意的東西更加可信，並且肯定比起一些即興塗鴉更值得相信──而維基百科卻是一個混合兩者的特大雞尾酒。」
《Penny Arcade》的傑瑞·霍金斯在一個網上漫畫附帶的文章提到对维基百科批评的回應是：即使現時有分歧的觀點激烈地交集而產生暫時性的一團糟，這個工具的協作性質意味著正確的資料趨於最終匯集起來。」不過Holkins只是覆述其他人的辯解，而不是他本人意見。同一文章中，Holkins認為維基百科是「一種量子百科全書，真實資料存在與否視乎我在哪個時刻需要你們那些不協調的人群所寫的東西。」
一些學者曾經批評維基百科不能成為一個可靠的資料來源。許多維基百科的編輯者沒有大學學位或其它獲學術界普遍認許的學歷。許多學校及大學不接受使用維基百科去寫正式論文。一些院校過往把維基百科拒諸門外，其它一些院校則限制其使用。馬里蘭大學物理學教授Robert L. Park認為維基百科會成為「散播偽科學人士」的目標。
學術界並非完全排斥以維基百科作為資料來源。維基百科的文章在《科學》放在網上的「Enhanced Perspectives」中被參照。首篇提供往維基百科的超連結的那些文章是「A White Collar Protein Senses Blue Light」，自此以後有數十篇enhanced perspectives提供了這類連結。不過這些連結只是向讀者提供背景資料來源，並非作者所用的資料來源，而且那些enhanced perspectives文章本身不是為了成為參考資料而寫。

### 反精英主義成為弱點
Nupedia前總編輯拉里·桑格在Kuro5hin發表意見認為「反精英主義」──對專家的蔑視，在維基社群中大不乏人。他更說「那些在其它互聯網站被視為『滋事者』的人，在這裡得到太多的信任和尊敬。」
一句常見的維基格言是「卓越出自平凡」。維基的創始人吉米·威爾士承認維基百科的條目和主題質素参差不齐，但他認為平均質素仍佳，並且日益改進。
《大英百科全書》表示不懼怕維基百科，其執行編輯Ted Pappas向《衛報》表示「維基百科的前提是改進達至完美，這前提完全未經證實。」

### 涵蓋範圍的系統偏見
維基百科曾被指摘有系統偏見，傾向對一些僅對特定使用者重要的條目敘述甚詳，而對某些對多數使用者重要的條目敘述甚略。即使是維基百科的支持者亦承認這個缺點無法避免。《大英百科全書》總編輯Dale Hoiberg在《衛報》的一篇訪問中提到「人們只寫自己感興趣的條目，所以很多事物沒有人寫，而新聞事件就寫得十分詳盡。維基百科的弗朗西斯颶風的篇幅是中國藝術的5倍以上，而《加冕街》則有托尼·布莱尔的兩倍篇幅。」。目前英語維基百科的中國藝術及條目托尼·布莱尔的篇幅雖已分別趨近弗朗西斯颶風及《加冕街》，但類似例子依舊存在，而且比比皆是。

### 覆核事實的困難
維基百科沒有正式同行評審程序去覆核事實，加上無需特別資格也可編輯任何條目，內容貢獻者可能對自己所寫題目也不太熟悉。維基百科的覆核工作主要是互聯網搜尋，有時所找到的資料根本就是來自或轉載自維基（當中有些並沒註明是出自維基），難免有「自我延續」的錯誤。任何一個頁面被覆核的程度，與該頁面的頻密貢獻者數目直接相關，所以在冷僻題目中出現的錯誤可以經過一段時間仍未被發現。即使一個頁面經歷數十人編輯，數十次修改中也可能有一次加入了錯誤的內容而未被發現。雖然這些錯誤內容或許有一日終於被發現及更正，但它們可能已經散佈至維基以外的引用維基條目而不知情的其它網站。
這個批評是維基百科現實上最常遇到的弱點。有時候一篇人物傳記的當事人要親自更正與他生平相關的明顯不實內容。史蒂芬·科拜尔拿維基百科這個弱點來諷刺，稱之為wikiality（意思是「由共識決定的真理」）。在一個實驗中，有人在5個維基百科條目加入錯誤內容，直到該人自行回退該等內容時仍未有其他人注意。有一篇惡作劇條目在2005年愚人節創建，直至2006年1月才刪除。
另外尚有一篇數學條目嚴重錯誤將近2年沒有被發現。在中文維基百科也有類似的情況，一篇天文條目錯了2年多後才被修正。甚至還有歷史條目持續錯誤將近8年。

### 採用可疑來源
維基百科要求貢獻者查核所引述的參考來源（通常來自維基百科以外），以確保資料正確。不過許多條目沒有提供參考來源以引證文中內容，又或那些條目沒有區分真偽及意見。有些批評指出那些參考往往來自可疑來源，例如個人網誌。舉例來說，一個網誌可能因作者的個人利害而包含一些不準確的資料及固有觀點。批評指出此種不可靠的來源被用來證明條目的可信性，卻使條目包含錯誤內容。
Hiawatha Bray在Boston Globe寫道：「維基百科當然很受歡迎，或太受歡迎了。它缺乏傳統百科全書的一個極重要特色：問責性。從前的參考書聘用專家學者撰寫內文，又聘請熟練編輯再三覆核，維基百科的條目卻可由任何自以為是專家的人撰寫。」

### 可被惡意破壞
在2005年，維基百科因席根塔勒传记事件惹來大量負面報道。事件中有一位用戶創建了一篇關於约翰·席根塔勒（John Seigenthaler）的傳記，當中包括許多虛假及誹謗性內容，而該頁面在席根塔勒的友人Victor S. Johnson, Jr.發現前數個月以來一直無人察覺。同樣地，許多頁面曾受到破壞或改至面目全非，有些是針對某一特定目標而來，在維基百科條目中加入誹謗性內容或不公允的及不符合百科形式的抨擊，另一些則針對維基百科本身。曾有例子是有些批評維基百科的人把錯誤資訊加進維基百科來「測試」它的系統，以證明維基百科不可靠。
維基百科沒有忽視以上爭議，一個「專題頁面」（是維基百科網站的一部份，但不是百科全書的一部份）"Researching with Wikipedia"表明「維基百科徹底的開放性意味著任何一篇文章在任何一刻可能處於一個欠佳的狀態：例如它可能正在漫長地編輯中，又或者最近被破壞。雖然顯眼的破壞通常很易被發現及迅速修正，維基百科卻肯定較一部典型參考作品更易受到不明顯的破壞。」
維基百科有許多工具可供貢獻者（另外有幾個工具只限管理員使用）對抗破壞行為。維基百科的支持者認為絕大多數的攻擊可在短時間內發現及糾正（一個由IBM做的研究發現維基百科上大多數破壞在大約5分鐘內糾正）。不過這也不是必然，例如清空頁面及加入冒犯性圖像之類的破壞容易在短時間內糾正，但許多破壞行為可以保留更久。舉例，有位用戶2006年數次在马丁·路德·金纪念日加入極端種族主義的內容，但它們在差不多4個小時後才被糾正。在現時版本的維基百科中也有數宗有誹謗性、無根據或明顯失實的宣稱存在了一段長時間，席根塔勒事件是迄今為止最著名的事例。維基百科的支持者經常宣稱那些未被察覺的破壞行為主要關乎一些知名度不高的條目。大多數未被察覺的破壞性編輯由註冊用戶所為，因為他們的修改與匿名用戶相比之下較少受到複查。
以學者語氣寫成的破壞性內容不易被察覺，因為它「寫得好」及符合該條目的風格。如果某人加入一行說某名人「終日放屁」，它會被快速刪除，不過一個以學者語氣寫成的關於其「胃脹氣」的破壞性段落卻在英語維基百科的人物傳記中存在了超過一個月。專欄作家Sujay Kumar評論說：「雖然維基百科宣稱大多數破壞在5分鐘內移除，一些假資訊仍然無人察覺，一個說拉里·金（Larry King）有不受控制的胃脹氣的假東西就存在了1個月。」
請留意此類張貼內容違反了維基百科的多項政策，最重要的是可供查證。
此外，發現破壞是一個重要議題，大多數的破壞經由「最近更改」發現，如果有明顯破壞性內容，沒有給那些在該頁面監察破壞的人發現的話，它們可能在數星期甚至數月仍不被察覺。

### 政治化及支持的人影響
雖然維基百科的其中一項政策是要求條目要有中立的觀點，然而它無法防止外人在條目內加入有特定立場的文句。在2006年1月，有人揭發有數位美國眾議員的職員在維基百科淨化自己上司的傳記條目，同時又加入政治對手的負面描述。那些提到Martin Meehan在一次競選活動中承諾在2000年不再競逐連任的內容被人刪去，而Bill Frist條目則被人加插宣稱他「無能」的評語。有些文句根本偏離了公允評論的界線，例如維珍尼亚州國會議員Eric Cantor就被人加插宣稱他「像牛糞般臭」的文句。維基百科的創始人吉米·威爾士在一次訪問中說那些改動「沒有趣味」。有許多其它的改動亦是由來自眾議院的IP地址所為。
一些持不同政見的個人或團體有時會發起編輯戰，試圖使某一條目的內容或整個維基百科偏向自己的政見。不過維基百科有政策處理爭執，面對堅持己見的編輯者也往往無效。

### 對私隱的關注
大多數對私隱的關注是關於政府或僱主收集資料，或電腦或電子監察，或組織間交換資料（更深入的討論可參看Thamer E. "Chip" Temple III所著的"Legal Issues in Employee Privacy"）。對維基百科來說，關注點是一個私人保持隱私的權利，在法律上而言不會從一個私人變為公眾人物（如想知道在法律上的分別，請看David McHam所著的"Libel"）。這也可以視作在網上保持匿名的權利與在現實生活中保持匿名的權利兩者之爭。
James Donnelly與Jenifer Haeckl警告說：「總括來說，互聯網製造了個人隱私、商業利益與社會利益之間的衝突。」在科技改變社會之際，要平衡各方權利並不容易。「不太可能去預見普通法或政府規例[在這問題上]的去向。」
Daniel Brandt的Wikipedia Watch指出：「對任何重視隱私的人來說，維基百科是一個潛在的威脅……正如上文提及，提高維基百科架構的問責性亦是解決隱私問題的重要第一步。」一個特別的問題是，有時候一個相對不重要的人不願意自己被某一維基百科頁面提及。
在2006年1月，一個德國法院下令德語維基百科在德國境內關閉，因為它公開了一個暱稱為Tron的已故駭客的全名，法院更特別下令以.de為域名的http://www.wikipedia.de/ （页面存档备份，存于）不得再轉至維基百科在佛羅里達州的伺服器http://de.wikipedia.org/ （页面存档备份，存于），不過德國讀者仍然可以使用以美國註冊的http://de.wikipedia.org/ （页面存档备份，存于）進入維基百科，實質上沒有影響。該法院命令是由Tron的父母入稟法院，要求維基百科移除其子的姓氏而起。該個針對德國維基媒體的判決在2006年2月9日被推翻。原告向柏林州法院再上訴，在2006年5月被駁回。
其它國家可能有一些關乎隱私權的法律與維基百科編輯方針不相容，後者頗倚賴美國現行的言論自由法律，只要內容可供查證及沒有不恰當的觀點便可。

### 對質素的關注
許多對維基百科的批評，也包括維基社群內的許多人，指出即使不計那些爭議性題目，維基條目的質素也很參差。有些條目寫得十分優秀，從任何合理評估方法亦會認為如此，由熟悉該範疇的人撰寫，包括許多有用及相關的參考，亦寫得符合百科全書的風格。可是維基百科亦有許多業餘人士寫的、非權威的、甚至是不正確的條目，對於一個不熟悉該事物的讀者來說，要分辨哪篇文章正確、哪篇有錯並不容易。此外，維基百科也包含許多除簡短定義外，便無甚內容的小作品。
有些人留意到在維基百科某些領域，例如科學，維基百科的質素經常算得上優秀。備受推崇的科學期刊《自然》發現「維基百科在科學條目的準確性而言接近大英百科」。該文詳述一項調查，從兩者中找出42篇文章供專家評閱，結果顯示大英百科的文章每篇有3處錯漏，而維基的文章平均也只有4處。
《大英百科全書》的初步關注促使《自然》披露它的調查方法的更多詳情。而《大英百科全書》之后正式回應称这一调查不仅判定文章准确度的标准不明，实际上就是已提供的数据也无法证实其论点。
《自然》隨即作出反駁，並刊登一份聲明，逐點回應大英百科的異議。

### 對傳統出版商形成威脅
有些人宣稱維基百科不應存在，因為它對傳統百科全書出版商來說是一個經濟的威脅，許多出版商可能無法與一部基本上是免費的產品競爭。Nicholas Carr在The amorality of Web 2.0一文中說所謂的Web 2.0在整體上是：「在令人狂喜的Web 2.0夢想中，隱藏的是業餘人士佔有主導權，我想像不出有甚麼東西比這更可怕。」其他人爭論維基百科或類似的計劃會否完全取代傳統百科全書。舉例，《Wired》雜誌的總編輯Chris Anderson在《自然》撰文說「維基百科走的『群體的智慧』路向不會取代採取嚴格同行評審的頂尖科學期刊及傳統百科全書」。

### 未註冊編輯
維基百科被許多人批評它容許使用者以「匿名」編輯，除了所用的IP地址外，便無法被辨識。有人說這使破壞者得以保持「匿名」，而且因為IP地址又長又難記(註冊帳戶名也可如此搞，只需輸入用戶名、密碼、認證碼，無須填寫其他資料)，不易一眼就看出是同一人所為。不過編輯者的IP地址會顯示，管理員可以向ISP投訴該用戶，又或封禁某些IP組別，如果不想把其他使用同一IP的正常貢獻者誤封，也可以不實施封禁。具相關知識的電腦用者及駭客可輕易繞過IP封禁。許多人提議要求使用者註冊後才能編輯條目，自2005年12月6日起，只有已登入用戶才能在英語維基百科創建新頁面，而中文維基百科也从2006年4月1日到2010年9月15日期間，未註册用戶不能創建新頁面。

### 版權爭議
不少人，包括維基百科創始人吉米·威爾士在內，指出維基百科有許多圖像以及一些條目侵犯版權。許多時人們上傳圖像並錯誤地標示它們可以「合理使用」，中文及英語維基百科不鼓勵以合理使用作為理由，卻沒有禁止這樣做（其它語言版本的維基百科可自行制訂圖像版權方針，德語及日文版本即完全禁止合理使用檔案）。不過除非該圖像真的滿足合理使用的條件，否則它大有可能被列於刪除投票中。維基百科亦設有侵權頁面供人列出侵權事例，在有人要求下，維基百科的指定代理人也可以移除內容。

## 對維基社群與編輯者的批評

### 編輯者不具代表性
維基百科的編輯者有90%都是男性，而且傾向編輯符合特定興趣的主題，而不是重要的主題。例如光劍條目遠比印刷機的條目更長、更詳細，而劍橋公爵夫人凱薩琳的婚紗雖然被媒體大量報導、有重要的文化意義，但其英語條目卻被許多維基編輯者和管理員要求刪除。

### 維基百科的地域偏見
維基媒體哥倫比亞特區的總裁詹姆斯黑爾指出，英文維基文章主要由白人編輯撰寫，而當中關於非洲主題的文章主要也是主要由來自歐洲和北美的編輯撰寫。這些編輯往往受到西方媒體對非洲負面報導的影響，其所撰寫的文章也會延續對非洲的負面形象及偏見。2009年《衛報》發表了一篇文章，指出關於南極洲的維基百科文章比非洲53個國家中的任何一個都多。根據2010年維基百科的分析顯示，亞洲作為人口最多的大陸，只只僅佔16.67%的編輯。 非洲是6.35%，而南美洲則是2.58%，代表性嚴重不足。根據 WikiAfrica Education 倡議的創始人 Adama Sanneh 的說法，截至 2021 年，英語維基百科上關於巴黎的文章數量就超過了整個非洲。

### 罵戰
一些人預測維基百科最終會變成一個充滿罵戰的地方。維基社群也明白這個憂慮，便制定了維基禮儀的概念。儘管如此，維基百科也因在不同時期對編輯社區的不文明性行為執法不力而受到批評。 例如，一位名叫“Calton”的編輯者被披露儘管因反復不文明行為而被多次暫時禁止編輯，但後來仍被允許編輯，而不是因為反復行為而被禁止。 在另一個案例中，一位長期編輯者在被許多其他編輯者網絡欺凌和封禁後幾乎被逼自殺，然後才從該自殺企圖中獲救。

### 狂熱者及特別利益者
有些貢獻者抱怨當衝突出現時，編輯維基百科是十分沉悶的事，又抱怨有些懷著奇特信念的人只要投入的時間夠多，他們的觀點便得到提倡，因為其他人沒有那麼多時間及幹勁反駁那些偏見。一些貢獻者指稱維基百科存在非正式的集團經常提倡及打壓若干觀點，舉例他們時常指稱若干頁面被狂熱者及特別利益團體盤據，這些團體時常回退新人所作的修改。這個問題最常見於具爭議性題目，有時更導致編輯戰、回退戰及頁面被保護。為了應付這種情形，英文維基百科成立了一個仲裁委員會去處理那些最差的違反者，不過事情未惡化到此地步前，一個化解衝突的策略獲得大力鼓勵，為了制止不停回退頁面，吉米·威爾士引進了「回退不過三」的規則，就是那些在24小時內回退一篇文章超過3次的用戶會封禁24小時。

### 審查
一些人認為若干題目的批評及評論被自封為審查者的人有系統地排除、刪除或回復至以前內容。即使有人嘗試達成妥協或整理文章以容納不同觀點，但一些堅持己見的「破壞性編輯者」卻不理會，仍然消除或回復那些他們不需要的、不符合其心意的觀點。
有其他使用者說維基百科嘗試壓制對本身的批評，引用高度批評維基百科的網站Wikipedia Review、Wikitruth及Wikipedia Watch被指稱的對待作為論點。在數篇維基百科文章中，這些網站一般被排除作為參考資料而列出。批評者認為這些網站因為其反維基百科的觀點而被有系統地排除。另一方面，維基百科的管理員認為這些網站，特別是Wikipedia Review，並不符合維基百科關於可靠來源的標準，亦指出許多批評維基百科的網站及著作被維基百科列為資料來源。
維基百科的政策是公平地反映一個爭議中的每一方，方法是避免文章聲明、暗示或暗諷只有一方是正確的，可是有時這政策難以執行。

### 权力滥用
有些贡献者選擇退出維基百科，並譴責管理员及仲裁委员会滥用权力。 那些濫權行为包括漠視管理员的违规、施行違反維基百科仲裁方針的仲裁委员会行動、歪曲或违反社群共识，以及霸凌行为。

### 爭論的水準
一些人留意到有些貢獻者雖然可以在争论时羅列許多重点，並提出大量根据真實经验所得的觀察結果去支持他們的論據，可是这些卻在網站上被完全忽略，因而質疑爭論的水準。

## 維基基金潛在的腐敗問題
維基媒體基金會于2011年到2012年间获得了3800萬美元的捐款，在四年内增長逾五倍。前維基基金會主席Sue Gardner认为：「基金會将资金过度投放于与维基百科质量无关的部门中，而『维基基金会』的组织结构亦有可能促成包庇、內幕交易等腐敗行為。」
埃隆·马斯克質疑為什麼維基媒體基金會為何需要那麼多錢，他向維基百科提出收購，並於收購後改名為「鸡基百科」（Dickipedia）

## 對社會的影響

### 外界質疑可靠性
2006年7月，美國《紐約客》雜誌刊登了一個關於維基百科的特輯，大英百科總裁Jorge Cauz與維基百科創立人吉米·威爾士在此就維基百科的未來各抒己見。同一文章訪問了一位假名Essjay（譯名「埃斯杰」）的英語維基百科管理員，內文稱他是大學的宗教教授。該用戶在他的維基百科用戶頁自稱是美國東部一所私立大學的神學教授，及擁有兩個博士學位（哲學博士（神學）及教會法規博士）。他在英語維基百科主要編輯與宗教相關的條目。他在2007年1月被Wikia聘用，在2月被吉米·威爾士任命為英語維基百科仲裁委員會成員。2月下旬，《紐約客》在一個編輯聲明中表示Essjay其實是一位住在肯塔基州的24歲學生，從未擁有任何大學學位。Essjay只是倚賴Catholicism for Dummies之類的書編輯宗教條目。Essjay謊稱學歷一事被揭發後，他本人在用戶頁表示將會離開維基百科，亦辭去在Wikia的職位。此事再次引起外界質疑維基百科內容的可靠性。
方舟子在新语丝评价中文维基百科时称：“幸而我平时只用维基百科的英文版，并无使用其中文版的必要和打算。维基百科的声誉是靠其英文版打出来的。两种版本的撰写者、编者的素质差异摆在那里。英文版的内容都显得相当专业，而中文版的内容仅从“方舟子”这个条目就可以看出其草率和偏颇了。”

### 學術可信度受質疑
2008年6月23日，香港《明報》報導了「英國蘇格蘭家長教師會表示，現在愈來愈多的學生從互聯網上直接抄襲（複製）資料到他們的作業上，而維基百科正是學生抄襲的主要來源，維基百科是提供網友們自由編輯的動態網上百科全書，當中上載的資料可能沒有經過學術研究人員認證，而蘇格蘭的標準成績評級及格率，2007年錄得4年來首次下跌，當地家長教師會認為這正是濫抄網路資訊的結果，呼籲在情況惡化前，應給學生上『如何正確使用互聯網』的課堂，勿盡用網路資訊，蘇格蘭家長教師會資訊主任哲內爾（Eleanor Coner）批評：『抄網情況』反映了目前學生的『走捷徑』文化：『孩子對新資訊科技瞭如指掌，但他們很多時候都無法鑑別研究資料真假，可悲的是現在大部分孩子不是到圖書館翻查館藏資料，而是去問電腦與網路』」。

### 有伤風化的疑慮
2010年5月16日，聯合新聞網報導中表示維基百科是許多網路使用者倚賴的資料蒐集工具，卻因參與編輯的維基人來自四面八方以致內容水準不一，並且存有許多涉嫌猥褻的圖片。儘管創辦人吉米·威爾士自行刪除色情圖片加以整頓，甚至因而交出控制權，因為許多人捍衛維基百科供民眾自由編輯的理念。但根據法律專家的說法，網路上的猥褻圖片可能有妨害風化的法律責任。因此各界鼓勵孩童使用維基百科找資料，也可能會讓大多數學童看到維基百科的色情圖片。

### 透露劇情
由著名偵探小說改編的舞台劇「捕鼠器」落幕時，劇院會要求觀眾離開之後不要曝光殺手的身分。但是維基百科在條目寫出了殺手的身分。任何人在維基百科查詢這本著名謀殺小說，都會知道它的曲折結局，也可能會因而讓尚未觀賞的觀眾因劇透而掃興。維基百科發言人表示：「要維基不要揭露書中殺人者身分，就好像是要求圖書館撤走某一本書，因為某人可能會上圖書館閱覽書中的結局。」

### 使人反對香港政府
在大公報有關新聞中，其稱「維基百科長期為反對派抹黑、攻擊政府的重要工具」，並以民主派人士出生地標記為「 英屬香港」為例，稱「維基百科還是戀殖播『獨』的溫床」。此外大公報還多次批評維基百科的運作方式和條目內容。

## 延伸阅读
- The Messiness of WikiDemocracy - 出自 M.R.M. Parrott.
- A thirst for knowledge （页面存档备份，存于） Guardian article 出自 Andrew Orlowski
- Trust And Wikipedia - 一篇关于维基百科并指出其许多错误的研究论文。
- Wikipedia Reputation and the Wemedia Project - 出自 Ross Mayfield, 2004年8月29日.
- Why Wikipedia Must Jettison Its Anti-Elitism （页面存档备份，存于） - 出自 Larry Sanger, co-founder of Wikipedia. 2004年12月30日.
- Wikipedia is a real-life Hitchhiker's Guide: huge, nerdy, and imprecise - 出自 Paul Boutin, Slate, 2005年5月3日.
- Wikipedia: The Agony of Delete （页面存档备份，存于） - 出自 Rogers Cadenhead, 2005年8月31日.
- Can you trust Wikipedia? （页面存档备份，存于） - 出自 Mike Barnes, The Guardian, 2005年10月24日.
- Wikipedia: magic, monkeys and typewriters （页面存档备份，存于） - 出自 Andrew Orlowski, The Register, 2005年10月24日.
- Can you trust Wikipedia? - 出自 Elvira van Noort, Mail & Guardian (South Africa), 2005年11月7日.
- A false Wikipedia 'biography'（页面存档备份，存于） - 出自 John Seigenthaler Sr., USA Today, 2005年11月29日.
- "The Danger of Wikipedia" （页面存档备份，存于）, Editor and Publisher, 2005年11月30日. (需登入)
- Snared in the Web of a Wikipedia Liar （页面存档备份，存于） - 出自 Katharine Q. Seelye in The New York Times, 2005年12月3日.
- Unreliable (adj): log on and see （页面存档备份，存于） - 出自 Rosemary Righter, The Times, 2005年12月9日
- Online encyclopedias put to the test （页面存档备份，存于） - 出自 Stephen Cauchi, 2005年12月14日.
- Founded On Porn, Wikipedia Shapes The Way You Think - 出自 Jennifer Monroe, 2005年12月15日.
- Wikipedia science 31% more cronky than Britannica's （页面存档备份，存于） - 出自 Andrew Orlowski, The Register （页面存档备份，存于）, 2005年12月16日.
- "Wikipedia founder admits to serious quality problems" （页面存档备份，存于） - 出自 Andrew Orlowski, The Register, 2005年12月18日.
- Wikipedia Founder Looks Out for Number 1 （页面存档备份，存于） - 出自 Rogers Cadenhead, 2005年12月19日.
- Profs knock Wikipedia - 出自 Brittany Anas, 2006年2月6日. （需登入）
- Neil Gaiman: What Bears Do On the Lawn （页面存档备份，存于）, 2006年5月11日 - 作家和散文家尼尔·盖曼对维基百科的批评。
- "U. Florida cops ask fiction writer for fingerprints, DNA", boingboing, 2006年5月22日.